# Huitième congrès des écrivains de RDA

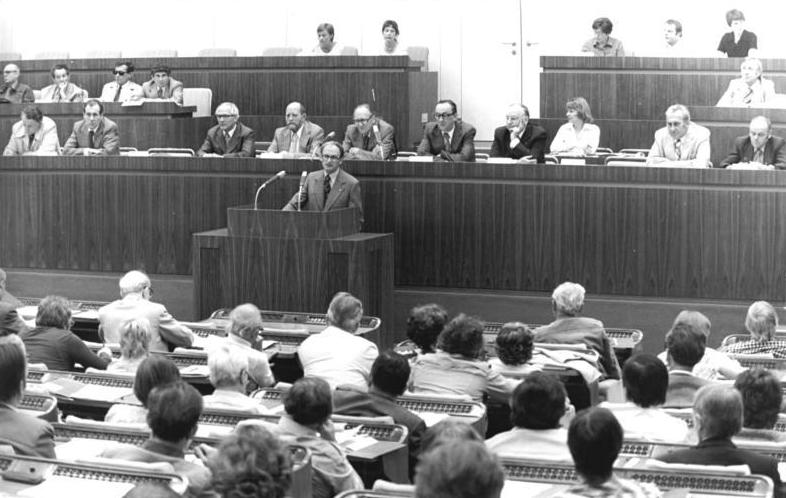
Discours d'ouverture d'Hermann Kant

Le Huitième congrès des écrivains de RDA  (en allemand : VIII. Schriftstellerkongreß der DDR) a eu lieu du 29 au 31 mai 1978 à Berlin-Est .

## Contexte
Lors du Septième congrès des écrivains de RDA de 1973, de jeunes écrivains se rapprochent du nouveau chef de l’État et chef du parti, Erich Honecker, qui souhaite promouvoir une politique culturelle plus tolérante que son prédécesseur. Cependant, après l'expulsion de Wolf Biermann en novembre 1976 et la vague de protestation portée par des personnalités intellectuelles de RDA qui s'en est suivie, il y eut une forte polarisation politique lors du congrès et une exclusion des auteurs les plus critiques à l'égard du régime.
Pour la préparation du Huitième congrès des écrivains, le SED a pris grand soin de faire en sorte que les écrivains apparaissent comme des soutiens politiques de l’État. C'est pourquoi presque tous les signataires du manifeste de protestation de 1976 et qui étaient restés en RDA, comme notamment Christa Wolf, Stefan Heym, Reiner Kunze, Franz Fühmann ou Heiner Müller, n'ont pas été invités. Günther de Bruyn a volontairement renoncé à sa participation.
Même des auteurs proches du parti, comme Hermann Kant, Günter Görlich et Erwin Strittmatter, ont exprimé dans des entretiens confidentiels avec des représentants du SED, leur crainte que ces divergences politiques entre auteurs ne soient pas abordés lors du congrès. Peu avant le congrès, Franz Fühmann a explicitement abordé cette question dans un article paru dans l'hebdomadaire ouest-allemand Die Zeit.

## Déroulement
Au Présidium du Huitième congrès, siégeaient des écrivains tels que la présidente sortante Anna Seghers, son successeur Hermann Kant, Erwin Strittmatter et Max Walter Schulz, mais aussi des dirigeants politiques comme Erich Honecker, l'idéologue en chef du SED, Kurt Hager, et le rédacteur en chef de Neues Deutschland, Joachim Herrmann. Le discours d'ouverture d'Hermann Kant visait clairement à soutenir la politique culturelle officielle et critiquait les auteurs dissidents. D’autres auteurs, comme Helmut Sakowski et Günter Görlich, ont exprimé des points de vue similaires. Seul Stephan Hermlin a fait sensation en déclarant qu'il était un « écrivain bourgeois et un communiste tardif »[réf. souhaitée].
Le Congrès des écrivains a élu Hermann Kant comme nouveau président de l’Association des écrivains et sa prédécesseure Anna Seghers comme présidente d’honneur. Günter de Bruyn fut exclu par contumace du conseil d’administration de l’Association des écrivains.
Dans sa conférence, Kant décrit la RDA comme un « pays de lecteurs » ou « pays de livres », dans lequel le livre est un « produit de masse », valorisé et ancré dans une culture de lecture socialiste supérieure à celle capitaliste. Ce faisant, il a utilisé pour la première fois le slogan « Pays de lecture », utilisé par la suite par Erich Honecker dans le rapport du Comité central du SED au 10e Congrès du parti en avril 1981.